# 圣让内
圣让内（法語：Saint-Jeannet，法語發音：[sɛ̃ ʒanɛ]）是法国滨海阿尔卑斯省的一个市镇，位于该省中南部，瓦尔河右岸，属于格拉斯区。

## 地理
圣让内（43°44'47"N, 7°8'36"E）面积14.58 平方千米，位于法国普罗旺斯-阿尔卑斯-蓝色海岸大区滨海阿尔卑斯省，该省份为法国东南部沿海省份，南濒地中海，西南至瓦尔省，西北接上普罗旺斯阿尔卑斯省，北部和东部与意大利接壤。
与圣让内接壤的市镇（或旧市镇、城区）包括：贝佐丹莱萨尔普、加蒂耶尔、拉戈德、尼斯、旺斯。
圣让内的时区为UTC+01:00、UTC+02:00（夏令时）。

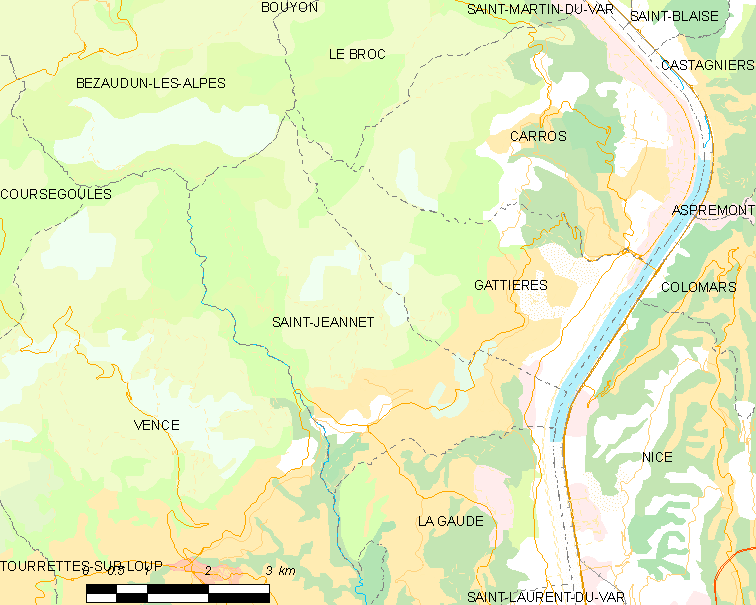
圣让内的OSM定位图

## 行政
圣让内的邮政编码为06640，INSEE市镇编码为06122。

## 政治
圣让内所属的省级选区为旺斯县。

## 人口

1962-2008年间圣让内人口变化图示

圣让内于2022年1月1日时的人口数量为4378人。